# Georges Bidault
Georges-Augustin Bidault (5. oktober 1899 – 27. januar 1983) fransk politiker og aktiv i den franske modstandskamp under anden verdenskrig og Organisation de l’armée secrète (OAS). 
Tidligere fransk ministerpræsident og udenrigsminister.